# Carex fuscolutea
Carex fuscolutea là một loài thực vật có hoa trong họ Cói. Loài này được Boeckeler mô tả khoa học đầu tiên năm 1886.